# Estrela

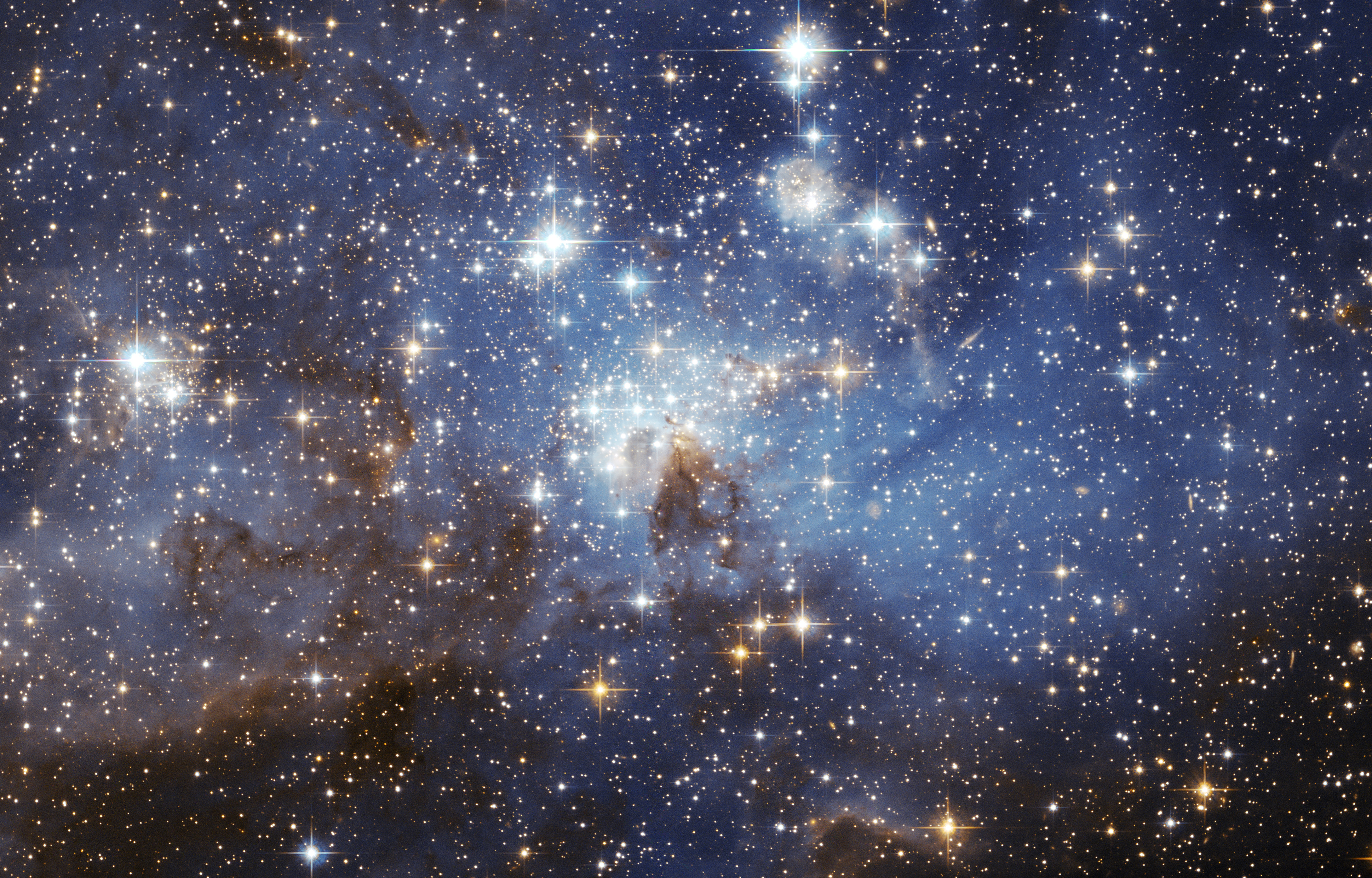
Uma região de surgimento de estrelas na Grande Nuvem de Magalhães. Imagem NASA/ESA

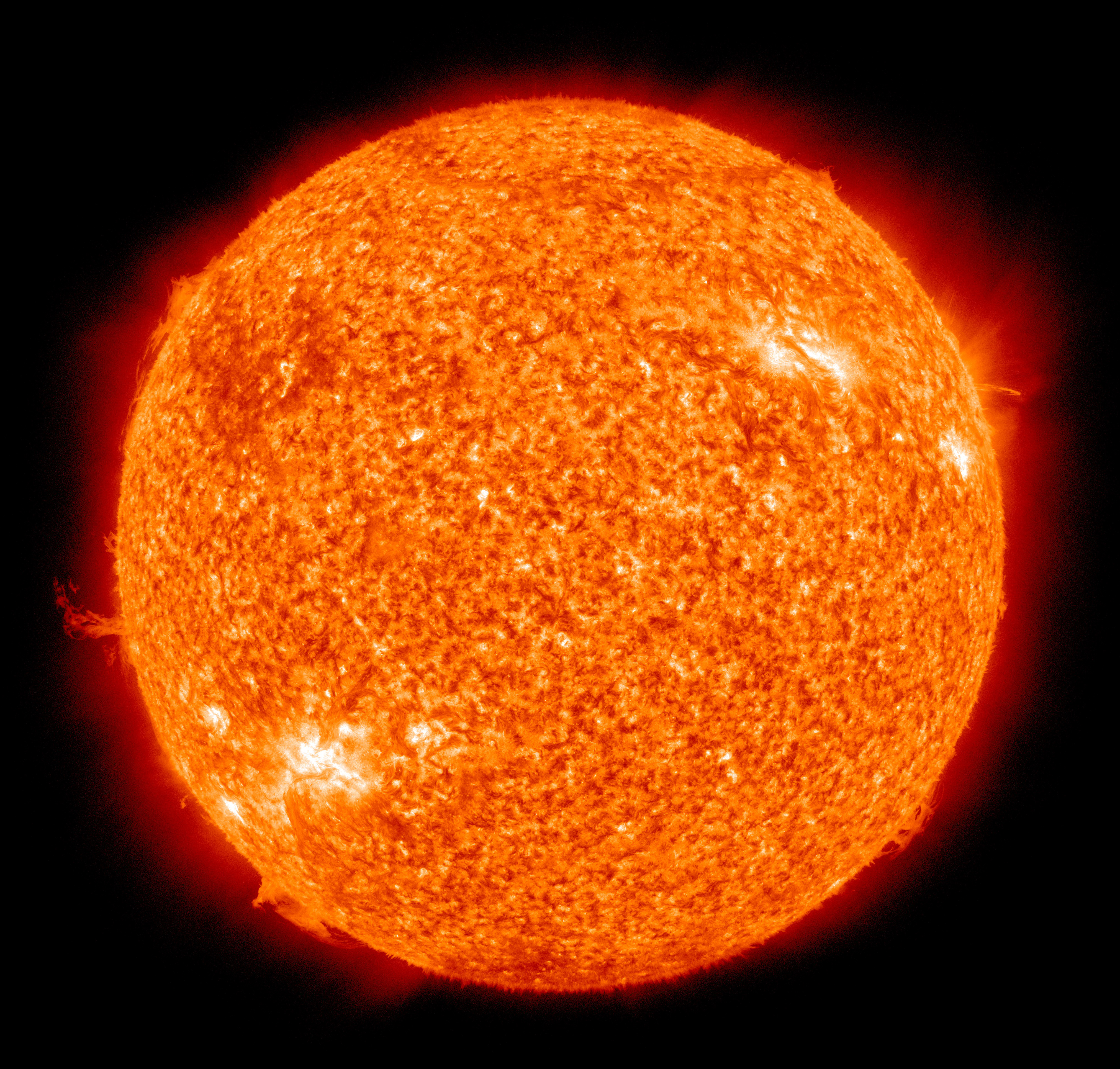
Fotografia em falsa cor do Sol, uma estrela anã amarela, sendo a mais próxima do planeta Terra.

Estrela (do latim "stella") é um astro (objeto astronômico) de plasma que possui luz própria, esférico e grande, mantido íntegro pela gravidade e pressão de radiação, que ao fim de sua vida pode conter uma proporção de matéria degenerada. Sua formação foi possivelmente iniciada em torno de 180 milhões a 250 milhões de anos após o Big Bang. O Sol é a estrela mais próxima da Terra e sua maior fonte de energia. Outras são visíveis da Terra durante a noite, quando não são ofuscadas pela luz solar ou bloqueadas por fenômenos atmosféricos. Historicamente, as estrelas mais importantes da esfera celeste foram agrupadas em constelações e asterismos, com as mais brilhantes ganhando nomes próprios. Extensos catálogos estelares foram compostos pelos astrônomos, o que permite designações padronizadas.
Pelo menos durante parte de sua vida, uma estrela brilha devido à fusão nuclear do hidrogênio em seu núcleo, liberando energia que atravessa seu interior e irradia para o espaço sideral. Quase todos os elementos da natureza mais pesados que o hélio foram criados por estrelas, seja pela nucleossíntese estelar durante as suas vidas ou pela nucleossíntese de supernova, quando explodem. Os astrônomos podem determinar a massa, idade, composição química e muitas outras propriedades de uma estrela observando o seu espectro, luminosidade e movimento no espaço. Sua massa total é o principal determinante de sua evolução e possível destino. Outras características são delimitadas pela história da sua evolução, inclusive o diâmetro, rotação, movimento e temperatura. O Diagrama de Hertzsprung-Russell (Diagrama H-R), um gráfico de distribuição que mostra a relação entre a magnitude absoluta ou luminosidade versus o tipo espectral ou classificação estelar e sua temperatura efetiva, permite determinar sua idade e seu estado evolucionário.
Uma estrela se forma pelo colapso de uma nuvem de material, composta principalmente de hidrogênio e traços de elementos mais pesados. Uma vez que o núcleo estelar seja suficientemente denso, parte do hidrogênio é gradativamente convertido em hélio pelo processo de fusão nuclear. O restante do interior da estrela transporta a energia a partir do núcleo por uma combinação de processos radiantes e convectivos. A pressão interna impede que ela colapse devido a sua própria gravidade. Quando o combustível do núcleo (hidrogênio) se exaure, as estrelas que possuem pelo menos 40% da massa do Sol se expandem para se tornarem gigantes vermelhas, em alguns casos fundindo elementos mais pesados no núcleo ou em camadas em torno do núcleo. A estrela então evolui para uma forma degenerada, reciclando parte do material para o ambiente interestelar, onde será formada uma nova geração de estrelas com uma maior proporção de elementos pesados.
Sistemas binários e multiestelares consistem em duas ou mais estrelas que estão gravitacionalmente ligadas, movendo-se umas em torno das outras em órbitas estáveis. Quando duas delas estão em órbitas relativamente próximas, sua interação gravitacional pode causar um impacto significativo na sua evolução. As estrelas podem ser parte de uma estrutura de relacionamento gravitacional muito maior, como um aglomerado ou uma galáxia.

## História da observação

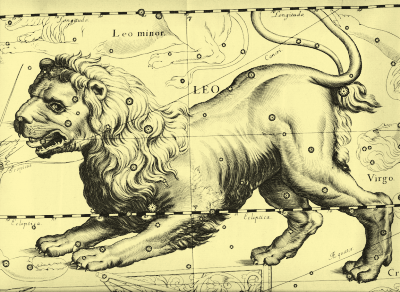
As pessoas viram padrões nas estrelas desde a antiguidade. Esta representação de 1690 da constelação de Leão foi feita por Johannes Hevelius.

Historicamente, as estrelas foram importantes para as civilizações em todo o mundo, como parte de práticas religiosas, auxílio da navegação e orientação astronômica. Muitos astrônomos antigos pensavam que elas estavam permanentemente fixadas a uma esfera celestial e eram imutáveis. Por convenção, os astrônomos agruparam estrelas em constelações e as usaram para acompanhar os movimentos dos planetas e a posição inferida do Sol. O movimento solar em relação ao fundo de estrelas (e ao horizonte) foi usado para criar calendários que podiam ser usados para regular as práticas agrícolas. O calendário gregoriano, atualmente usado em quase todo o mundo, é um calendário solar e baseado no ângulo do eixo de rotação da Terra em relação a sua estrela, o Sol.
As tentativas de explicar o que poderia ser uma estrela, datam de antes de Cristo, através dos filósofos antigos. O mais antigo mapa estelar datado com precisão apareceu na astronomia egípcia em 1 534 a.C.. Os primeiros catálogos de estrelas conhecidos foram compilados pelos antigos astrônomos babilônicos da Mesopotâmia, no final do II milênio a.C., durante o período dos Cassitas (em torno de 1531 a 1 155 a.C.).
O primeiro catálogo de estrelas na astronomia grega foi criado por Aristilo aproximadamente em 300 a.C., com o auxílio de Timocares. O catálogo de Hiparco (século II a.C.) incluía 1 020 estrelas e foi usado para montar o catálogo de Ptolomeu. Hiparco é conhecido pela primeira descoberta registrada de uma nova.
Apesar da aparente imutabilidade dos céus, os astrônomos chineses estavam cientes de que novas estrelas podiam aparecer. Em 185, foram os primeiros a observar e escrever sobre uma supernova, atualmente conhecida como SN 185. O mais brilhante evento estelar registrado na história foi a supernova SN 1006, que foi observada em 1006 e registrada pelo astrônomo egípcio Ali ibn Ridwan e diversos astrônomos chineses. A supernova SN 1054, que deu origem à nebulosa do Caranguejo, foi também observada por astrônomos chineses e islâmicos.
Astrônomos islâmicos medievais atribuíram nomes árabes a muitas estrelas, utilizados até hoje, e inventaram numerosos instrumentos astronômicos que podiam calcular as posições das estrelas. Eles construíram os primeiros observatórios de pesquisas, principalmente para produzir os catálogos de estrelas Zij. Entre esses, o Livro de Estrelas Fixas (964) foi escrito pelo astrônomo persa Abderramão Azofi, que descobriu um grande número de estrelas, aglomerados estelares (inclusive o Omicron Velorum e os aglomerados de Brocchi) e galáxias (inclusive a galáxia de Andrômeda). No século XI, o sábio persa Albiruni descreveu a Via Láctea como uma multidão de fragmentos com propriedades de estrelas nebulosas, e também forneceu as latitudes de várias estrelas durante um eclipse lunar em 1019.
O astrônomo andaluz Avempace propôs que a Via Láctea era constituída de muitas estrelas que quase se tocavam e parecia uma imagem contínua, devido ao efeito da refração da luz, citando como evidência sua observação da conjunção de Júpiter e Marte em 500 AH (1106/7).
Os primeiros astrônomos europeus, como Tycho Brahe, identificaram novas estrelas no céu (mais tarde chamadas novas), sugerindo que os céus não eram imutáveis. Em 1584, Giordano Bruno sugeriu que as estrelas eram na verdade como o Sol, que poderiam ter outros planetas orbitando-as, possivelmente como a Terra, uma ideia que havia sido sugerida anteriormente pelos antigos filósofos gregos Demócrito e Epicuro e por cosmólogos islâmicos como Facradim Arrazi. No século seguinte, a ideia das estrelas como sóis distantes estava chegando ao consenso entre os astrônomos. Para explicar por que elas não exerciam nenhum impacto gravitacional no sistema solar, Isaac Newton sugeriu que estavam igualmente distribuídas em todas as direções, uma ideia apresentada pelo teólogo Richard Bentley.
O astrônomo italiano Geminiano Montanari informou ter observado variações na luminosidade da estrela Algol em 1667. Edmond Halley publicou as primeiras medições do movimento próprio de um par de estrelas "fixas" próximas, demonstrando que elas haviam trocado de posições desde a época dos antigos astrônomos gregos Ptolomeu e Hiparco. A primeira medição direta da distância de uma estrela (61 Cygni, a 11,4 anos-luz) foi feita em 1838 por Friedrich Wilhelm Bessel, usando a técnica de paralaxe. As medições por paralaxe demonstraram a enorme separação entre as estrelas no espaço.
William Herschel foi o primeiro astrônomo a tentar determinar a distribuição das estrelas no céu. Durante a década de 1870, ele realizou uma série de medições em 600 direções e contou as estrelas observadas em cada linha de visão. A partir daí ele deduziu que o número de estrelas aumentava de forma constante em direção a um dos lados do céu, onde estava o núcleo da Via Láctea. Seu filho John Herschel repetiu este estudo no hemisfério sul e encontrou um crescimento similar na mesma direção.
A ciência da espectroscopia estelar teve como pioneiros Joseph von Fraunhofer e Angelo Secchi. Ao comparar os espectros de estrelas como Sirius com o do Sol, eles descobriram diferenças na força e no número das suas linhas de absorção - as linhas escuras em um espectro estelar devido à absorção de frequências específicas pela atmosfera. Em 1865, Secchi começou a classificar as estrelas em tipos espectrais. Entretanto, a versão moderna do esquema de classificação estelar foi desenvolvida por Annie Jump Cannon durante a década de 1900.
A observação de estrelas duplas ganhou importância crescente durante o século XIX. Em 1834, Friedrich Bessel observou mudanças no movimento próprio de Sirius e inferiu a existência de uma companheira escondida. Edward Charles Pickering descobriu a primeira binária espectroscópica em 1899, quando ele observou a separação periódica das linhas espectrais de Mizar, num período de 104 dias. Observações detalhadas de muitos sistemas binários foram realizadas por astrônomos como Friedrich Georg Wilhelm Struve e S. W. Burnham, permitindo a determinação das massas das estrelas por meio do cálculo dos elementos orbitais. A primeira solução para o problema da determinação da órbita de estrelas binárias a partir de observações telescópicas foi feita por Felix Savary em 1827.
O século XX viu avanços cada vez mais rápidos no estudo científico das estrelas. A fotografia se tornou uma importante ferramenta astronômica. Karl Schwarzschild descobriu que a cor de uma estrela, e portanto a sua temperatura, poderia ser determinada comparando-se a magnitude visual contra a magnitude fotográfica. O desenvolvimento do fotômetro fotoelétrico permitiu medições muito precisas da magnitude em intervalos múltiplos de comprimento de onda. Em 1921, Albert Abraham Michelson fez as primeiras medições de um diâmetro estelar usando um interferômetro no telescópio Hooker.
Importante trabalho conceitual na base física das estrelas ocorreu durante as primeiras décadas do século XX. Em 1913, foi desenvolvido o Diagrama de Hertzsprung-Russell, impulsionando o estudo astrofísico. Modelos bem-sucedidos foram desenvolvidos para explicar o interior das estrelas e a evolução estelar. Seus espectros também foram explicados com sucesso por meio dos avanços da física quântica, o que permitiu a determinação da composição química da atmosfera estelar.
Com exceção das supernovas, estrelas individuais foram inicialmente observadas no nosso Grupo Local de galáxias, especialmente na parte visível da Via Láctea (como demonstrado pelos catálogos detalhados disponíveis para a nossa galáxia). Entretanto, algumas estrelas foram observadas na galáxia M100 do Aglomerado de Virgem, a cerca de 100 milhões de anos-luz da Terra. No Superaglomerado local é possível ver aglomerados e os atuais telescópios puderam no início observar fracas estrelas individuais no Aglomerado Local - as estrelas mais distantes identificadas estão a até cem milhões de anos-luz de distância (ver Cefeidas). Entretanto, fora do Superaglomerado Local de galáxias, nem estrelas individuais nem aglomerados foram observados. A única exceção é uma fraca imagem de um grande aglomerado contendo centenas de milhares de estrelas, localizado a um bilhão de anos-luz de distância - dez vezes mais que a distância do mais distante aglomerado anteriormente observado.

## Designações
Sabe-se que o conceito de constelação existia durante o período babilônico. Os antigos observadores do céu imaginavam que os arranjos de estrelas formavam padrões, que eles associavam com aspectos particulares da natureza ou de seus mitos. Doze dessas formações se posicionam ao longo da linha da eclíptica e essas se tornaram a base da astrologia.
Assim como algumas constelações e mesmo o Sol, as estrelas como um todo têm seus próprios mitos. Para os gregos antigos, algumas "estrelas", conhecidas como planetas (do grego πλανήτης (planētēs), que significa "errante"), representavam várias divindades importantes, a partir das quais os nomes dos planetas Mercúrio, Vênus, Marte, Júpiter e Saturno foram tirados. Urano e Netuno eram também deuses gregos e romanos, mas nenhum dos dois planetas era conhecido na antiguidade, por causa do seu baixo brilho, com o que os seus nomes foram atribuídos por astrônomos modernos.
Por volta de 1600, os nomes das constelações eram usados para nomear as estrelas nas regiões correspondentes do céu. O astrônomo alemão Johann Bayer criou uma série de mapas de estrelas e aplicou letras gregas como designações das estrelas em cada constelação. Mais tarde, um sistema de numeração baseado na ascensão reta da estrela foi inventada e adicionada ao catálogo de estrelas de John Flamsteed em seu livro "Historia coelestis Britannica" (edição de 1712), a partir do que este sistema de numeração passou a ser chamado designação de Flamsteed ou numeração Flamsteed.
Pelas leis do espaço, a única autoridade internacionalmente reconhecida para nomear corpos celestes é a União Astronômica Internacional (UAI). Algumas empresas privadas vendem nomes de estrelas, as quais a Biblioteca Britânica chama de empresas comerciais não reguladas. Entretanto, a UAI se dissociou desta prática comercial e esses nomes não são reconhecidos e nem usados por ela.

## Unidades de medida
A maioria dos parâmetros estelares é expressa em unidades do Sistema Internacional de Unidades (SI), mas o Sistema CGS de unidades também é usado (por exemplo, expressando-se a luminosidade em erg/s). Massa, luminosidade e raio são usualmente dados em unidades solares, baseadas nas características do Sol:
| massa solar:        | {\displaystyle {\begin{smallmatrix}M_{\odot }=1,9891\times 10^{30}\end{smallmatrix}}} kg[52] |
| luminosidade solar: | {\displaystyle {\begin{smallmatrix}L_{\odot }=3,827\times 10^{26}\end{smallmatrix}}} W[52]   |
| raio solar:         | {\displaystyle {\begin{smallmatrix}R_{\odot }=6,960\times 10^{8}\end{smallmatrix}}} m[53]    |
Grandes comprimentos, como o raio de uma estrela gigante ou o semieixo maior de um sistema de estrelas binárias, são frequentemente expressos em termos da unidade astronômica (UA) - aproximadamente a distância média entre a Terra e o Sol (150 milhões de km).

## Formação e evolução

Evolução estelar de estrelas de baixa massa (ciclo esquerdo) e alta massa (ciclo direito), com exemplos em cursiva (texto em inglês)

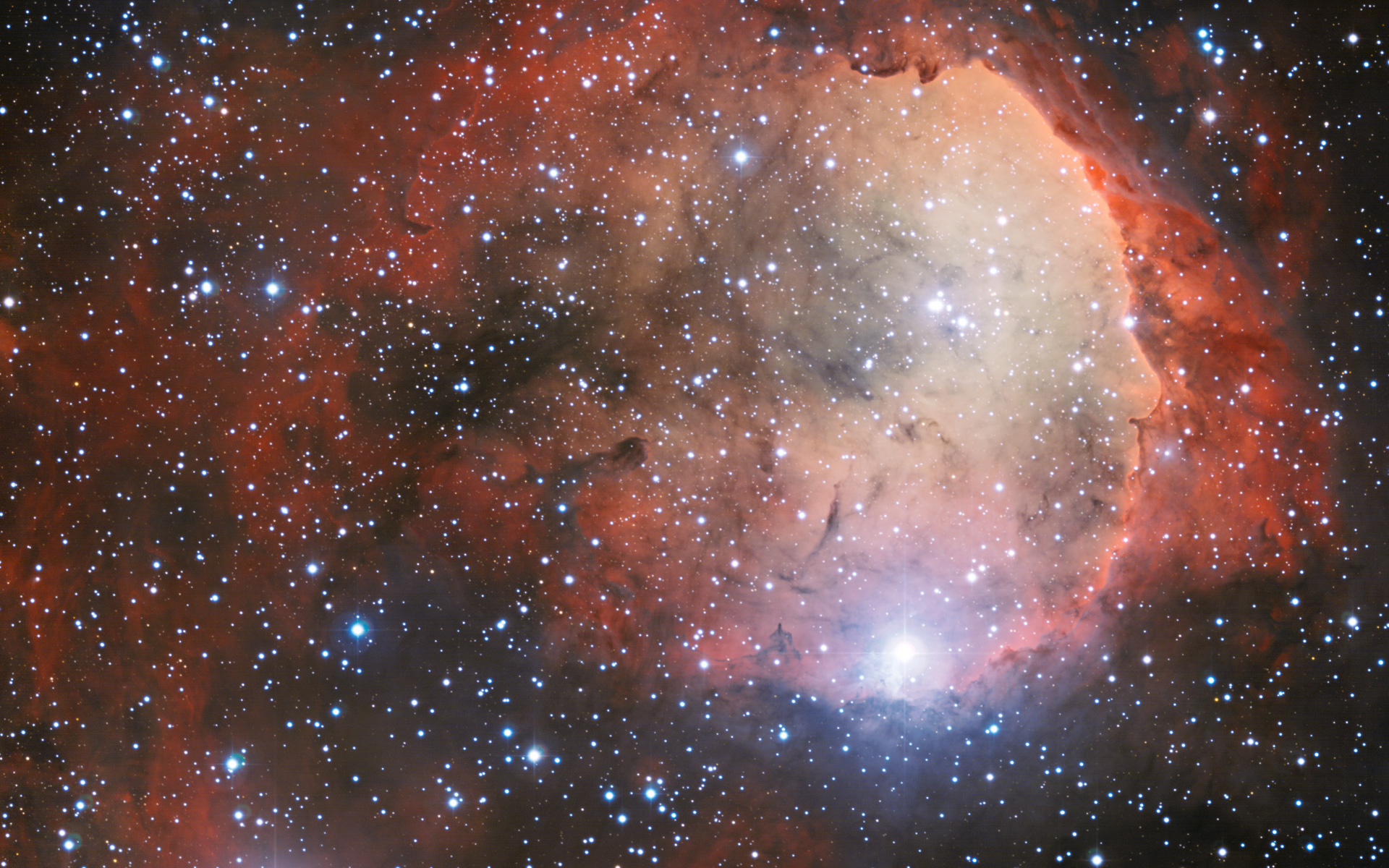
Região de formação estelar em NGC 3324, onde grandes estrelas massivas fazem os gases ao seu redor brilhar.

As estrelas são formadas no interior de regiões extensas de maior densidade no meio interestelar, embora esta densidade seja ainda menor do que no interior de uma câmara de vácuo terrestre. Essas regiões são chamadas nuvens moleculares e consistem em sua maior parte de hidrogênio, com cerca de 23-28% de hélio e quantidades pequenas de elementos mais pesados. Um exemplo de tais regiões formadoras de estrelas é a nebulosa de Órion. À medida em que grandes estrelas são formadas a partir das nuvens moleculares, elas iluminam poderosamente essas nuvens e também ionizam o hidrogênio, criando uma região HII.

### Formação da protoestrela

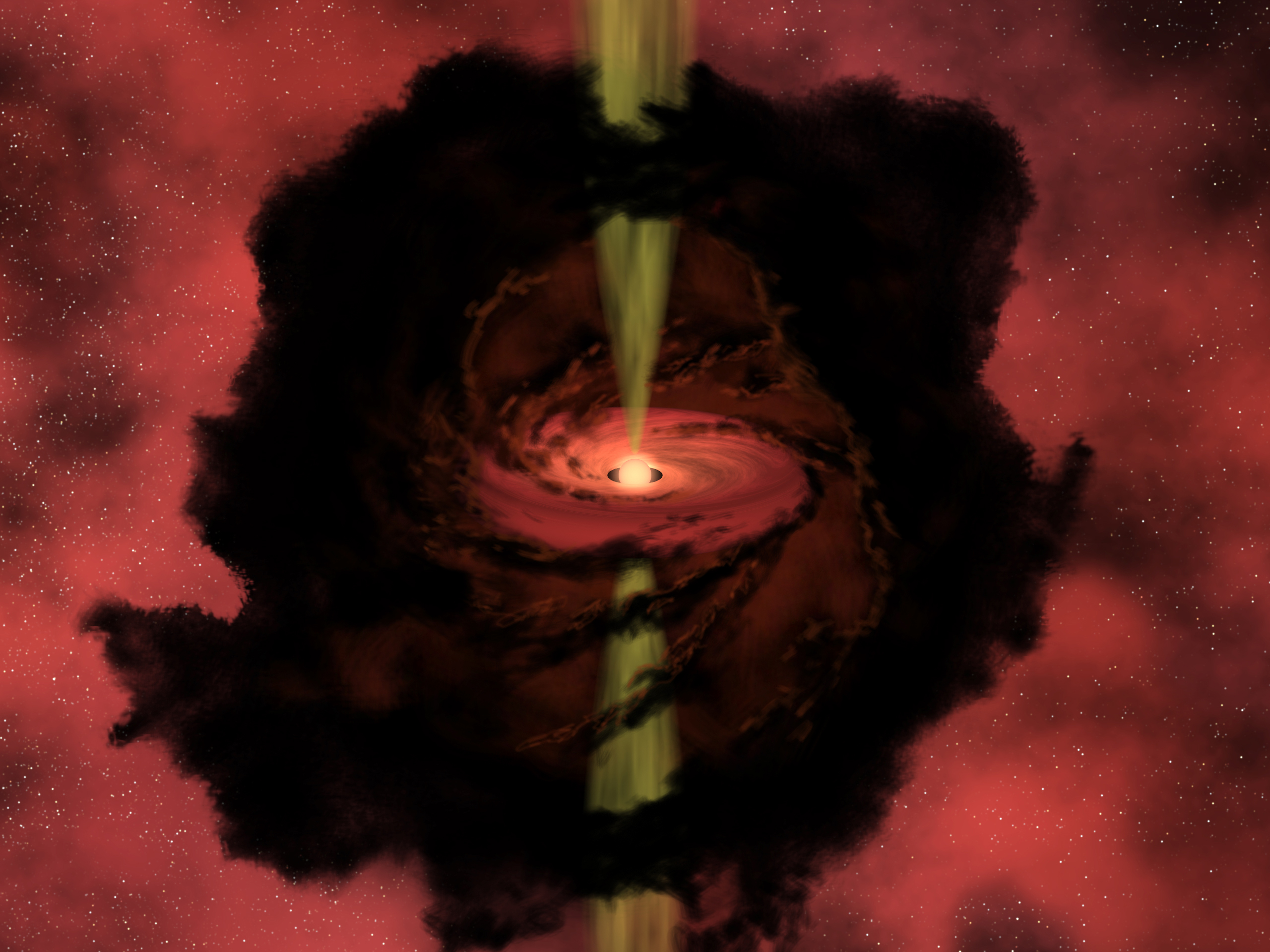
Concepção artística do nascimento de uma estrela no interior de uma densa nuvem molecular.
Imagem NASA

A formação de uma estrela começa com uma instabilidade gravitacional dentro da nuvem molecular, cujo gatilho são frequentemente ondas de choque provenientes de supernovas (grandes explosões estelares) ou da colisão de duas galáxias (como uma galáxia starburst). Quando uma região atinge uma densidade de matéria suficiente para satisfazer os critérios para a Instabilidade de Jeans, ela começa a colapsar sob a sua própria força gravitacional.
Quando a nuvem colapsa, conglomerados individuais de poeira densa e gás formam os chamados glóbulos de Bok. À medida que os glóbulos colapsam e a densidade aumenta, a energia potencial gravitacional é convertida em calor e a temperatura aumenta. Quando a nuvem protoestelar atinge aproximadamente a condição estável de equilíbrio hidrostático, uma protoestrela se forma no núcleo. Essas estrelas da pré-sequência principal (estágio em que a estrela ainda não atingiu a sequência principal) são frequentemente cercadas por um disco protoplanetário. A protoestrela continua a se contrair e sua temperatura interna aumentar, até que os gases em seu interior se tornam ionizados, uma mistura de núcleos atômicos positivos e elétrons. Quando a temperatura aumenta o suficiente em seu centro, inicia-se a fusão nuclear, que gera energia, contrapondo-se à contração gravitacional, tornando-se uma estrela da sequência principal. O tempo necessário desde o início do colapso da nuvem gravitacional até a entrada na sequência principal depende da massa da estrela. Estima-se que o Sol levou trinta milhões de anos, enquanto estrelas com quinze massas solares levam somente 160 000 anos, mais rápida devido a sua maior força gravitacional.
Estrelas novas com menos de duas massas solares são chamadas estrelas T Tauri, enquanto as com massas maiores são estrelas Herbig Ae/Be. Essas recém-nascidas emitem jatos de gás ao longo dos seus eixos de rotação, o que pode reduzir o momento angular da estrela colapsante e resultar em pequenas manchas de nebulosidade conhecidas como objetos de Herbig-Haro. Esses jatos, combinados com a radiação de estrelas grandes próximas, podem ajudar a expulsar a nuvem circundante em que a estrela foi formada.
Uma vez iniciada, a formação estelar em uma nuvem molecular pode dar origem de dezenas a milhares de estrelas massivas, dependendo de seu tamanho. Entretanto, a radiação emitida pelas estrelas recém-formadas acaba por expulsar os gases remanescentes ao seu redor, limpando suas redondezas. Remanescentes de nuvens densas, entretanto, são capazes de resistir por mais tempo, conforme observado nos "Pilares da Criação" na Nebulosa da Águia. Um estudo sugere que algo inexplicável acontece com estrelas massivas, e elas estão se formando de uma maneira que é muito diferente de como se esperava.

### Sequência principal

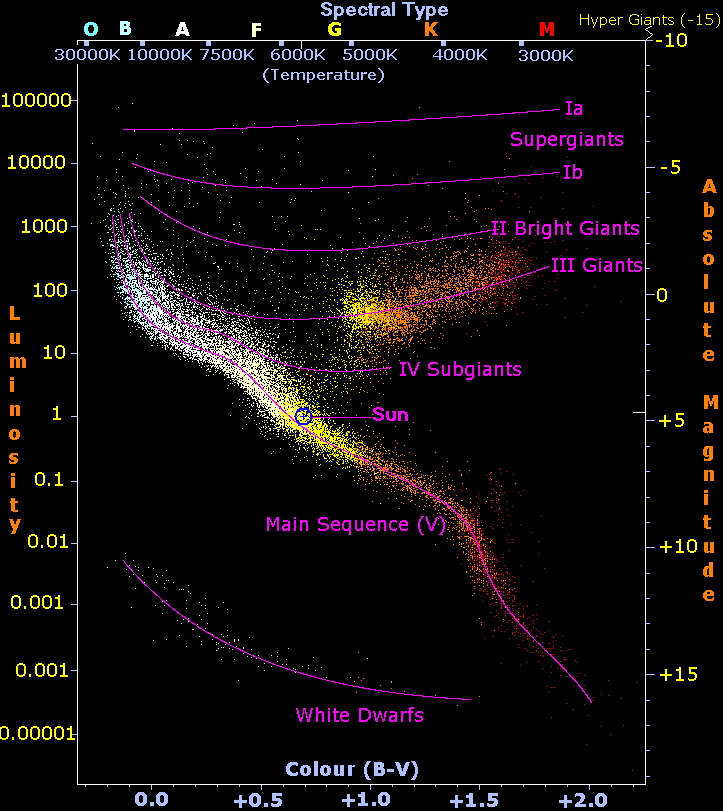
Um exemplo de um diagrama de Hertzsprung–Russell para um conjunto de estrelas que inclui o Sol (no centro). (Ver "Classificação" abaixo.)

As estrelas passam cerca de 90 % da sua vida fundindo hidrogênio para produzir hélio em reações a altas temperaturas e pressões próximo ao núcleo. Diz-se que estão na sequência principal e elas são chamadas de anãs. Iniciando a sequência principal no estágio zero, a proporção de hélio no núcleo da estrela cresce continuamente. Como consequência, de modo a manter a taxa de fusão nuclear no núcleo, ela aumenta vagarosamente sua temperatura e luminosidade. Estima-se que a luminosidade do Sol, por exemplo, tenha aumentado em 30% e sua temperatura superficial em 300 K desde que entrou na sequência principal, há 4,6 bilhões de anos.
Toda estrela gera um vento estelar de partículas, que causa um fluxo contínuo de saída de gás para o espaço. Para a maioria delas, a perda de massa é desprezível. O Sol perde 10−14 massas solares a cada ano, ou cerca de 0,01% de sua massa total ao longo de toda a sua vida. Entretanto, estrelas muito grandes podem perder 10−7 a 10−5 massas solares por ano, afetando significativamente a sua evolução. Estrelas que começam com mais de 50 massas solares podem perder mais da metade de sua massa total enquanto permanecem na sequência principal.
O tempo em que uma estrela permanece na sequência principal depende principalmente da quantidade de combustível que ela tem para fundir e da taxa a que ela o consome, isto é, da sua massa inicial e luminosidade. Para o Sol, isto está estimado em 1010 anos. As grandes consomem seu combustível muito rapidamente e têm vida curta, enquanto as pequenas (chamadas anãs vermelhas) consomem seu combustível muito lentamente e duram dezenas ou centenas de bilhões de anos. Ao fim de suas vidas, elas simplesmente ficam cada vez mais pálidas. Entretanto, como o tempo de vida dessas estrelas é maior do que a atual idade do universo (13,7 bilhões de anos), não se espera que alguma anã vermelha já tenha atingido este estágio.
Além da massa, a proporção de elementos mais pesados do que o hélio pode ter um papel significativo na evolução das estrelas. Em astronomia, qualquer elemento mais pesado do que o hélio é considerado um “metal”, e a concentração desses elementos é chamada metalicidade. A metalicidade pode influenciar o tempo pelo qual uma estrela vai queimar seu combustível, controlar a formação de campos magnéticos e modificar a força do vento estelar. As estrelas da população II, que são mais velhas, têm metalicidade substancialmente menor do que as da população I, mais jovens, devido à composição das nuvens moleculares a partir das quais elas se formaram (ao longo do tempo, essas nuvens ficam cada vez mais ricas em elementos mais pesados, na medida em que estrelas velhas morrem e liberam parte de suas atmosferas).

### Pós-sequência principal
À medida que estrelas de pelo menos 0,4 massa solar exaurem o estoque de hidrogênio em seu núcleo, suas camadas exteriores se expandem muito e se resfriam para formar uma gigante vermelha. Por exemplo, daqui a cerca de cinco bilhões de anos, quando o Sol for uma gigante vermelha, ele se expandirá até um raio de aproximadamente uma unidade astronômica (150 milhões de quilômetros), 250 vezes seu tamanho atual. Como uma gigante, o Sol perderá cerca de 30% da sua massa atual. Numa gigante vermelha de até 2,25 massas solares, a fusão do hidrogênio ocorre numa camada que cobre o núcleo. Posteriormente, o núcleo é comprimido o suficiente para iniciar a fusão do hélio e a estrela começa a gradualmente reduzir o seu raio e a aumentar sua temperatura superficial. Para estrelas maiores, a região do núcleo alterna diretamente da fusão do hidrogênio para a do hélio. Quando a estrela consome o hélio no seu núcleo, a fusão continua numa camada em torno do núcleo quente de carbono e oxigênio. A estrela segue então um caminho evolucionário paralelo à fase original de gigante vermelha, mas a uma temperatura superficial maior.

#### Estrelas grandes
Durante a sua fase de queima de hélio, estrelas de massa muito grande (mais do que nove massas solares) se expandem para formar supergigantes vermelhas. Quando este combustível se extingue no núcleo, elas podem continuar a fundir elementos mais pesados do que o hélio. O núcleo se contrai até que a temperatura e pressão sejam suficientes para fundir o carbono (ver fusão nuclear do carbono). Este processo continua em estágios sucessivos supridos pelo neônio (ver fusão nuclear do neônio), oxigênio (ver fusão nuclear do oxigênio) e silício (ver fusão nuclear do silício). Próximo ao fim da vida da estrela, a fusão pode ocorrer ao longo de uma série de camadas (como de uma cebola) dentro da estrela. Cada camada funde um elemento diferente, com a mais externa fundindo hidrogênio, a seguinte o hélio e assim por diante.
O estágio final é atingido quando a estrela começa a produzir ferro. Como os núcleos de ferro são mais fortemente ligados do que quaisquer núcleos mais pesados, se eles se fundem eles não liberam energia – o processo, ao contrário, consumiria energia. Da mesma forma, como eles são mais fortemente ligados do que todos os núcleos mais leves, a energia não pode ser liberada por fissão nuclear.
Em estrelas muito grandes e relativamente velhas, um grande núcleo de ferro inerte se acumula no centro da estrela. Os elementos mais pesados nessas estrelas podem migrar para a superfície, formando objetos conhecidos como estrelas Wolf-Rayet, que têm um vento estelar denso que se projeta para a atmosfera exterior.

#### Colapso
Uma estrela evoluída e de tamanho mediano começa a lançar suas camadas externas como uma nebulosa planetária e, se o que sobra for menor do que 1,4 massa solar, ela encolhe para se tornar um objeto relativamente pequeno (aproximadamente do tamanho da Terra), sem massa suficiente para que novas compressões ocorram, conhecido como anã branca. A matéria elétron-degenerada no interior de uma anã branca não é mais o plasma, apesar de as estrelas serem geralmente descritas como esferas de plasma. As anãs brancas finalmente se tornam anãs negras após longos períodos de tempo.

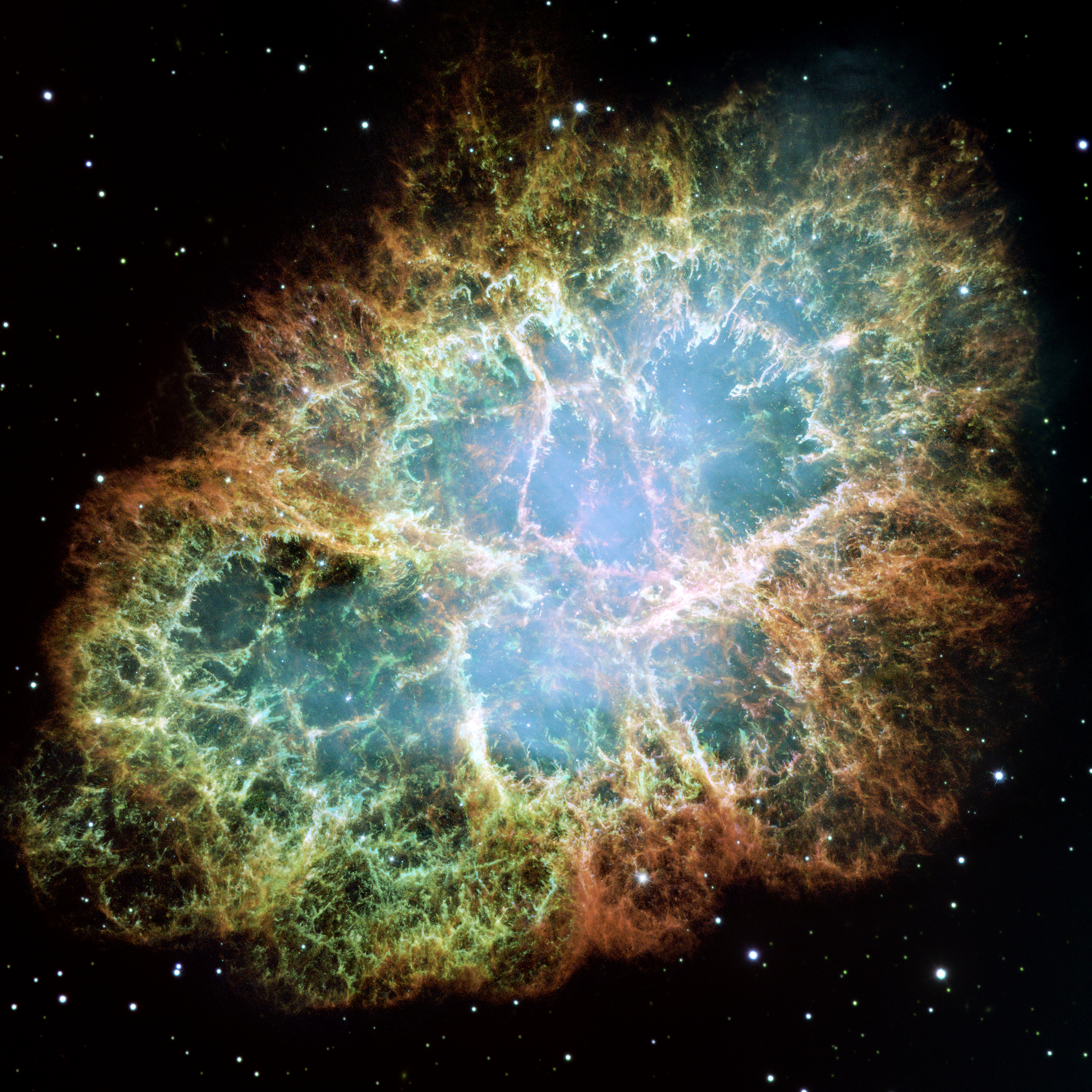
A nebulosa do Caranguejo, remanescente de uma supernova observada pela primeira vez por volta de 1050

Em estrelas maiores, a fusão continua até que o núcleo de ferro se torne tão grande (mais do que 1,4 massa solar) que ele não consegue mais suportar sua própria massa. Este núcleo repentinamente colapsa, à medida que seus elétrons são dirigidos contra seus prótons, formando nêutrons e neutrinos, numa explosão de emissão beta inversa (ou captura eletrônica). A onda de choque formada por este colapso súbito faz o resto da estrela explodir em uma supernova. As supernovas são tão brilhantes que podem momentaneamente ofuscar toda a galáxia em que a estrela se encontra. Quando ocorrem dentro da Via Láctea, as supernovas têm sido historicamente vistas por observadores a olho nu, como “novas estrelas” onde antes não havia nenhuma.
A maior parte da matéria de uma estrela é expulsa pela explosão de uma supernova (formando nebulosas como a do Caranguejo) e o que sobra é uma estrela de nêutrons (que às vezes se manifesta como um pulsar ou erupção de raio X) ou, em caso de estrelas maiores (grandes o suficiente para deixar um remanescente estelar maior do que quatro massas solares), um buraco negro. Em uma estrela de nêutrons, a matéria está num estado conhecido como matéria nêutron-degenerada, com uma forma mais exótica de matéria degenerada, a matéria QCD, possivelmente presente no núcleo. Dentro do buraco negro, a matéria está em um estado que ainda não é compreendido.
As camadas exteriores expulsas de estrelas que morrem contêm elementos pesados que podem ser reciclados durante a formação de novas estrelas. Esses elementos pesados permitem a formação de planetas rochosos. O fluxo a partir de supernovas e o vento estelar de grandes estrelas têm um papel importante na constituição do meio interestelar.

## Distribuição

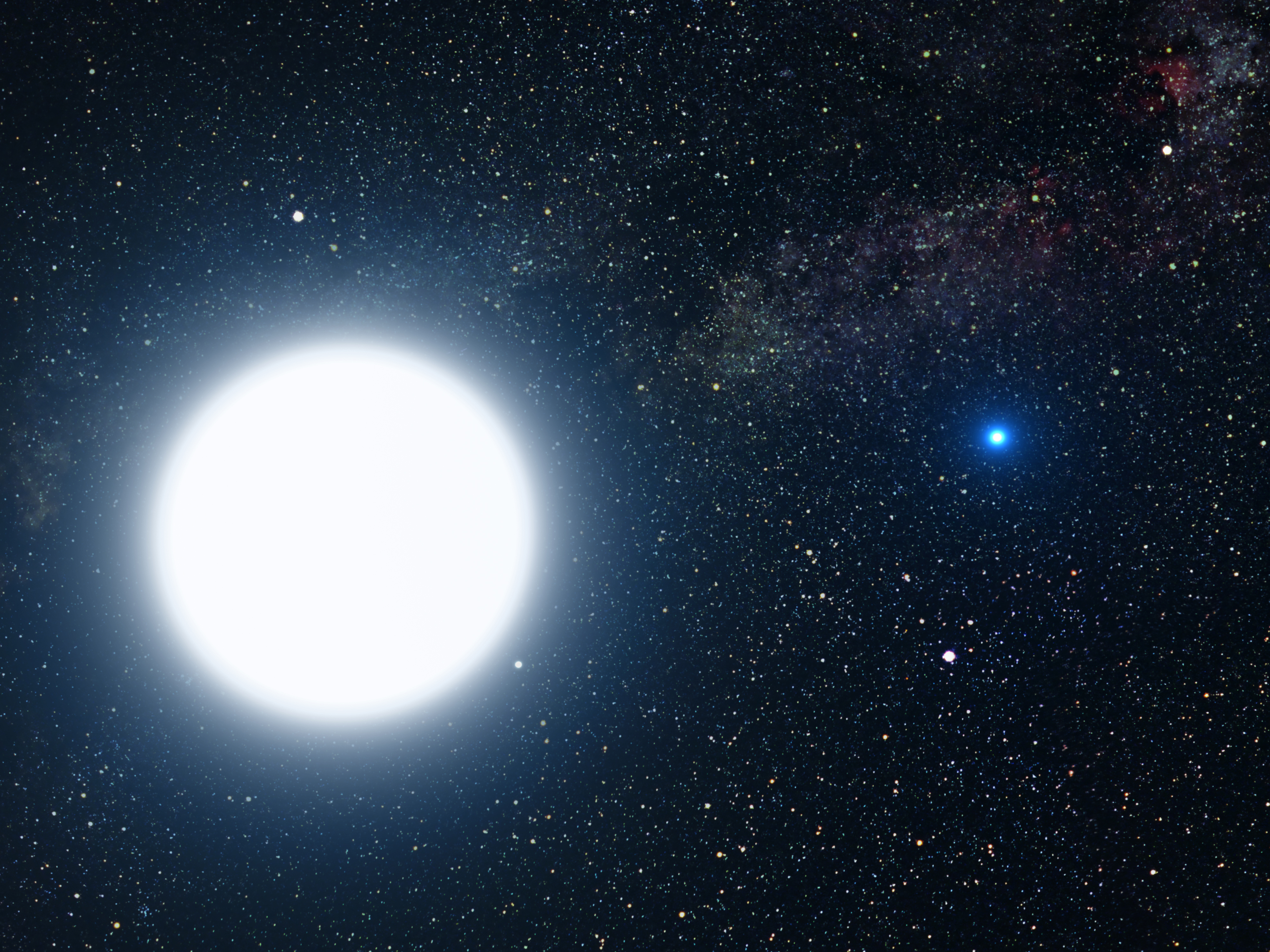
Uma estrela anã branca em órbita de Sirius (visão artística). Imagem NASA

Além das estrelas isoladas, existem sistemas multiestelares, que consistem de duas ou mais estrelas gravitacionalmente ligadas, que orbitam umas às outras. O sistema multiestelar mais comum é a estrela binária, mas sistemas de três ou mais estrelas também são encontrados. Esses sistemas multiestelares são frequentemente organizados em conjuntos hierárquicos de estrelas binárias que co-orbitam. Também existem grupos maiores chamados aglomerados estelares, que variam desde associações estelares livres, com apenas algumas estrelas, até enormes aglomerados globulares, com centenas de milhares de estrelas.
Assumiu-se durante muito tempo que a maioria das estrelas ocorre em sistemas multiestelares, gravitacionalmente ligados. Isto é particularmente correto nas classes O e B de estrelas muito grandes, em que se acredita que 80% dos sistemas seja múltiplo. Entretanto, há uma maior proporção de sistemas de estrelas solitárias menores, de modo que apenas 25% das anãs vermelhas foram identificadas como tendo companheiras. Como 85% de todas as estrelas são anãs vermelhas, a maioria das estrelas da Via Láctea são provavelmente solitárias desde o nascimento.
As estrelas não se distribuem uniformemente pelo universo, mas são normalmente agrupadas em galáxias, junto com gás e poeira interestelares. Uma galáxia típica contém centenas de bilhões de estrelas e há mais de 100 bilhões (1011) de galáxias no universo observável. Apesar de frequentemente se acreditar que só existem estrelas dentro de galáxias, estrelas intergalácticas têm sido descobertas. Em 2010, os astrônomos estimaram que há pelo menos 300 sextilhões (3 × 1023) de estrelas no universo observável. A estrela mais próxima da Terra, fora o Sol, é Proxima Centauri, distante 39,9 trilhões de quilômetros, ou 4,2 anos-luz. Viajando-se à velocidade orbital do ônibus espacial (8 km/s, quase 30 000 km/h), levar-se-iam cerca de 150 000 anos para atingi-la. Distâncias como esta são típicas dentro dos discos galácticos, inclusive na vizinhança do sistema solar.
Devido às distâncias relativamente vastas entre estrelas fora dos núcleos das galáxias, acredita-se que colisões entre elas sejam raras. Em regiões mais densas, como o núcleo de aglomerados globulares ou o centro das galáxias, as colisões podem ser mais comuns. Essas colisões podem produzir as chamadas nômades azuis. Essas estrelas anormais têm uma temperatura superficial mais alta do que as outras estrelas da sequência principal com a mesma luminosidade no aglomerado.

## Características

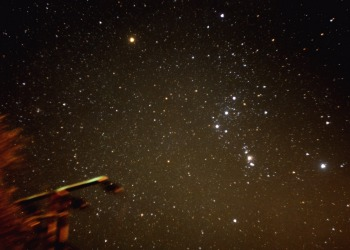
A constelação de Órion possui muitas estrelas brilhantes, como a gigante vermelha Betelgeuse e a supergigante azul Rígel.

A dinâmica evolutiva de uma estrela é determinada principalmente pela sua massa inicial, inclusive características essenciais como luminosidade e tamanho, bem como a sua evolução, tempo de vida e destino final.

### Idade
A maioria das estrelas tem entre 1 bilhão e 10 bilhões de anos. Algumas estrelas podem até estar próximas de 13,7 bilhões de anos – a idade observada do universo. A estrela mais antiga já observada (em 2007), HE 1523-0901, tem idade estimada em 13,2 bilhões de anos; contudo, em 2018, uma antena de rádio apanhou a assinatura resultante do gás hidrogênio que cercou as estrelas, cerca de 180 milhões de anos depois do nascimento do universo. Observações da polarização da radiação cósmica de fundo em micro-ondas, em 2015, revelam que a "Idade das Trevas" terminou cerca de 550 milhões de anos após o Big Bang - mais de 100 milhões de anos mais tarde do que se pensava anteriormente. Quanto maior a massa de uma estrela, menor seu tempo de vida, principalmente porque as estrelas grandes têm maior pressão nos seus núcleos, fazendo com que elas queimem hidrogênio mais rapidamente. As estrelas maiores duram em média cerca de um milhão de anos, enquanto estrelas de massa mínima (anãs vermelhas) queimam seu combustível muito lentamente e duram dezenas a centenas de bilhões de anos.

### Composição química
Quando as estrelas se formam na atual Via Láctea, elas se compõem de cerca de 71% de hidrogênio e 27% de hélio, em massa, com uma pequena fração de elementos mais pesados. Tipicamente, a proporção de elementos pesados é medida em termos do teor de ferro na atmosfera estelar, pois o ferro é um elemento comum e suas linhas de absorção são relativamente fáceis de medir. Como as nuvens moleculares em que as estrelas se formam são continuamente enriquecidas por elementos mais pesados provenientes de explosões de supernovas, a medição da composição química de uma estrela pode ser usada para inferir a sua idade. A proporção de elementos mais pesados pode ainda ser um indicador da probabilidade de uma estrela possuir um sistema planetário.
A estrela com o menor teor de ferro já medido é a anã HE1327-2326, com apenas 1/200 000 do teor de ferro do Sol. Em contraste, a estrela super-rica em metal µ Leonis tem quase o dobro do teor de ferro do Sol, enquanto a estrela 14 Herculis, que possui planetas, tem quase o triplo de ferro. Também existem estrelas quimicamente peculiares, que mostram abundâncias pouco usuais de certos elementos em seu espectro, especialmente cromo e terras-raras.

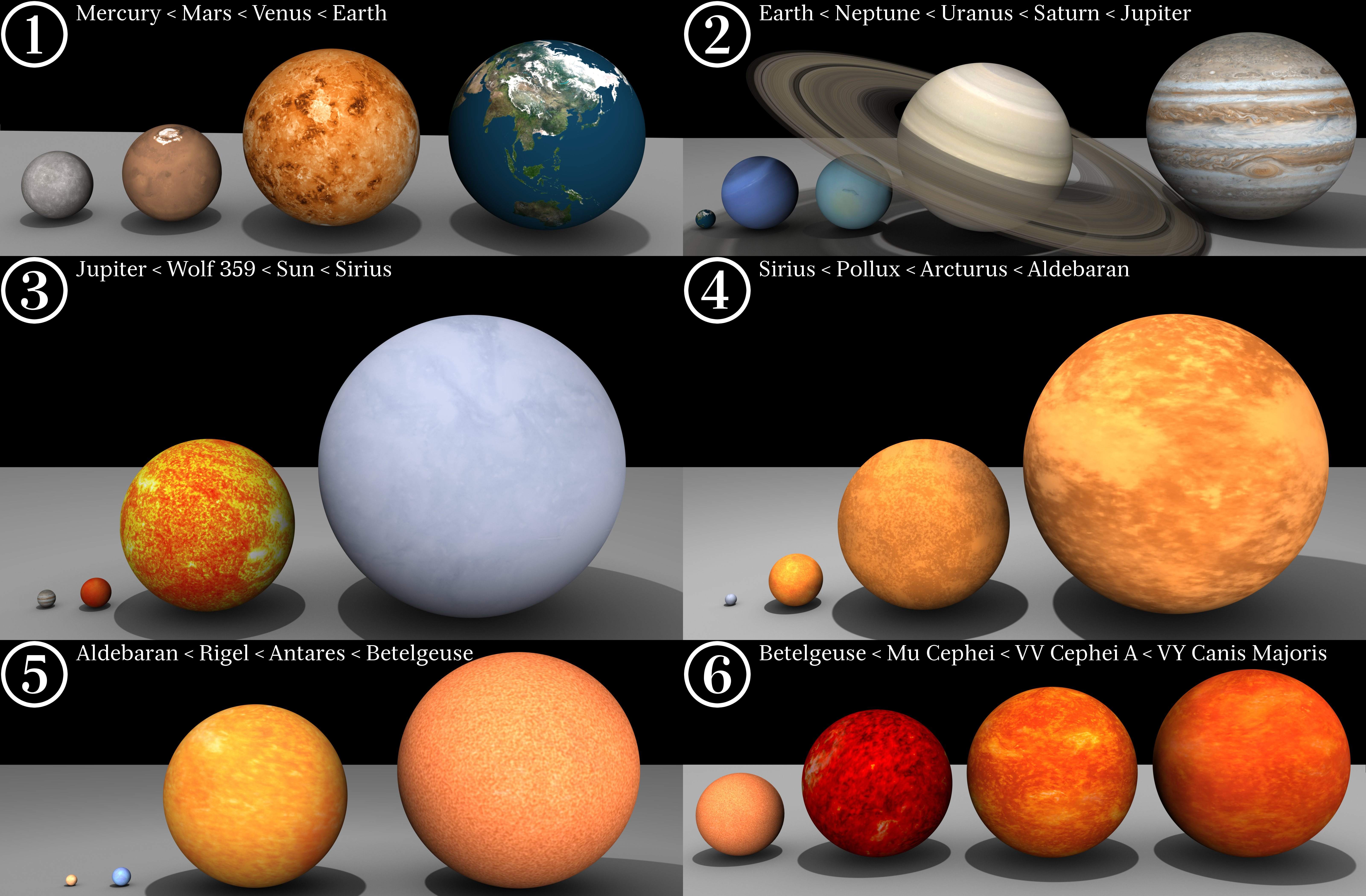
As estrelas variam bastante em tamanho. Em cada imagem da sequência, o objeto mais à direita aparece como o mais à esquerda no painel seguinte. A Terra aparece à direita no painel 1 e o Sol é o segundo à direita no painel 3

### Diâmetro
Devido a sua grande distância da Terra, todas as estrelas, com exceção do Sol, aparecem para o olho humano como pontos brilhantes no céu noturno, que cintilam por causa do efeito da atmosfera terrestre. O Sol, apesar de ser também uma estrela, está suficientemente próximo da Terra para ser visto como um disco e para fornecer iluminação. Após o Sol, a estrela com maior tamanho aparente é R Doradus, com um diâmetro angular de apenas 0,057 segundos de arco. Os discos da maioria das estrelas têm diâmetro angular muito pequeno para serem observados com os atuais telescópios ópticos baseados em terra, portanto telescópios por interferometria são requeridos para produzir imagens desses objetos. Outra técnica para a medição do tamanho angular de estrelas é através da ocultação. Pela medição precisa da queda no brilho de uma estrela quando ela é ocultada pela Lua (ou o aumento do brilho quando ela reaparece), o diâmetro angular da estrela pode ser calculado. As estrelas variam em tamanho, sendo no mínimo 70 vezes a massa de Júpiter até supergigantes como Betelgeuse, na constelação de Orion, que tem um diâmetro aproximadamente 650 vezes maior do que o Sol – cerca de 0,9 bilhão de quilômetros. Entretanto, Betelgeuse tem uma densidade muito menor do que a do Sol. Quando terminam seu estágio na sequência principal, podem se transformar em anãs brancas, mas de tamanho apenas ligeiramente maior do que o da Terra, estrelas de nêutrons, que têm entre 20 e 40 km de diâmetro, ou buracos negros, o mais leve dos quais com 5 massas solares.

### Cinemática

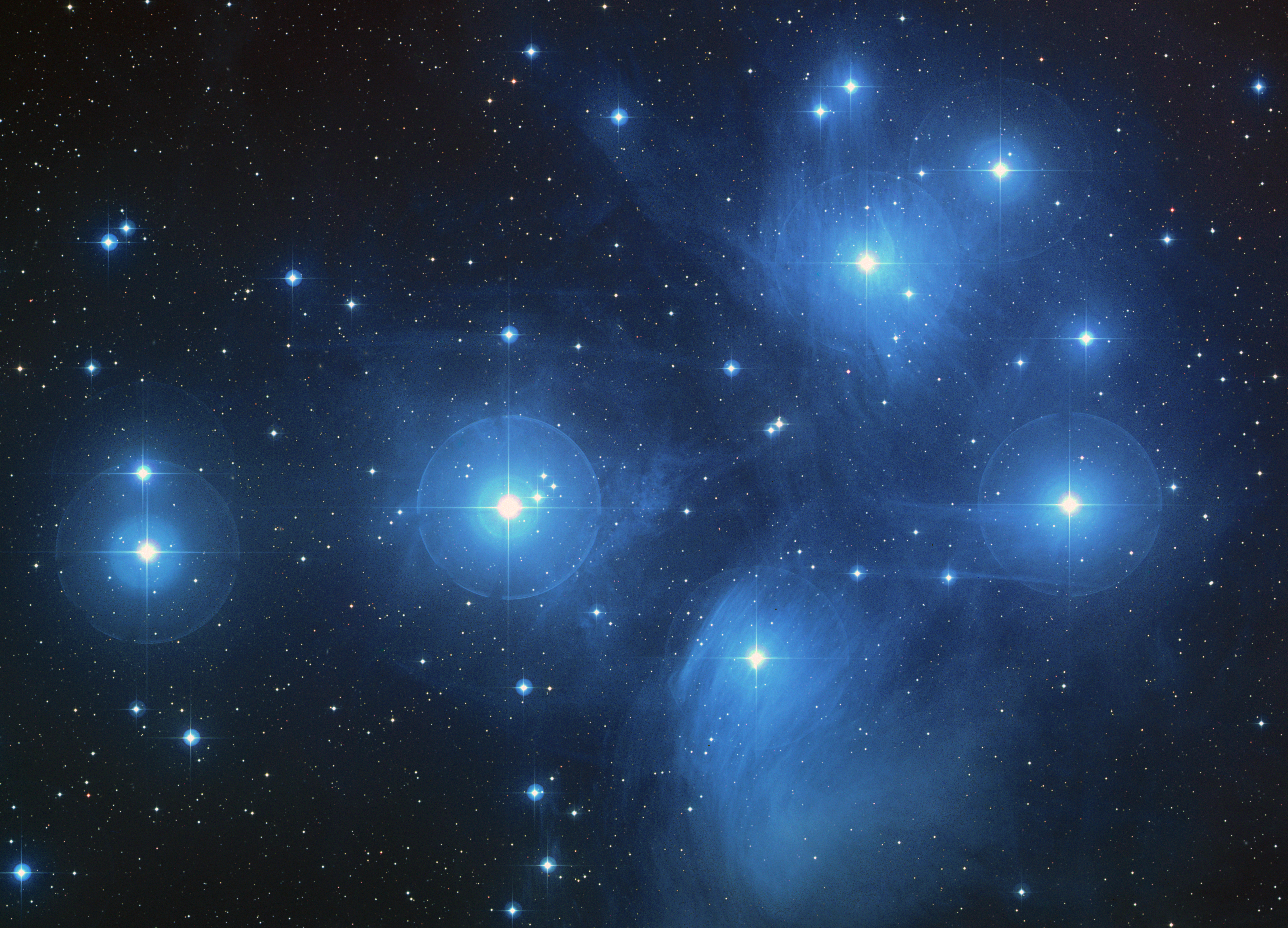
As Plêiades, aglomerado estelar aberto na constelação de Touro. Essas estrelas executam o mesmo movimento pelo espaço. Foto NASA

O movimento de uma estrela em relação ao Sol pode fornecer informações úteis sobre a origem e a idade da estrela, assim como sobre a estrutura e evolução da galáxia que a cerca. Os componentes do movimento de uma estrela são a velocidade radial, aproximando-se ou afastando-se do Sol, e o movimento angular transversal, que é chamado o seu movimento próprio.
A velocidade radial é medida pelo efeito Doppler das linhas espectrais da estrela e é dada em km/s. O movimento próprio é determinado por medições astrométricas precisas em milissegundos de arco (msa) por ano. Determinando-se a paralaxe de uma estrela, o movimento próprio pode então ser convertido em unidades de velocidade. Estrelas com altas taxas de movimento próprio estão, provavelmente, relativamente próximas do Sol, fazendo delas boas candidatas para medições de paralaxe.
Uma vez que as taxas de movimento sejam conhecidas, a velocidade espacial da estrela em relação ao Sol ou à galáxia pode ser calculada. Entre estrelas próximas, constatou-se que estrelas da população I têm geralmente velocidades menores do que as estrelas da população II, mais velhas. As últimas têm órbitas elípticas inclinadas em relação ao plano da galáxia. A comparação da cinemática de estrelas próximas também levou à identificação de associações estelares, grupos de estrelas que provavelmente compartilham um ponto de origem comum em nuvens moleculares gigantes.

### Campo magnético

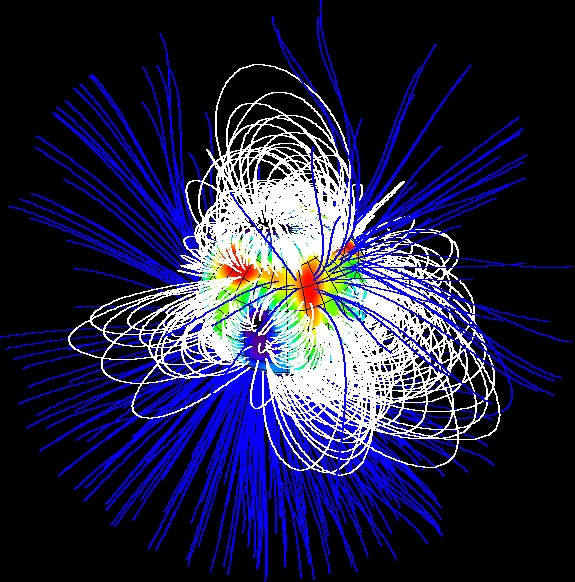
Campo magnético superficial de SU Aurigae (uma estrela jovem do tipo T Tauri), reconstruído por meio de imagem Zeeman-Doppler.

O campo magnético de uma estrela é gerado dentro de regiões onde ocorre a circulação convectiva. Este movimento de plasma condutor funciona como um dínamo, gerando campos magnéticos que se estendem por toda a estrela. A força do campo magnético varia com a massa e a composição da estrela, e a quantidade de atividade superficial magnética depende da velocidade de rotação da estrela. Esta atividade superficial produz manchas estelares, que são regiões de campos magnéticos fortes e temperaturas superficiais menores que as normais. Anéis coronais são campos magnéticos em forma de arco que se estendem para a coroa a partir de regiões ativas. Erupções estelares são explosões de partículas de alta energia que são emitidas devido à mesma atividade magnética.
Estrelas jovens e de rotação rápida tendem a apresentar altos níveis de atividade superficial, devido ao seu campo magnético. Entretanto, o campo magnético pode agir sobre o vento estelar, funcionando como um freio que gradualmente reduz a velocidade de rotação, à medida que a estrela envelhece. Logo, estrelas mais velhas, como o Sol, têm velocidades de rotação muito menores e um menor nível de atividade superficial. Os níveis de atividade de estrelas de rotação lenta tendem a variar de maneira cíclica e podem se interromper totalmente por períodos. Durante o mínimo de Maunder, por exemplo, o Sol passou por um período de 70 anos com quase nenhuma atividade de mancha solar.

### Massa
Uma das estrelas conhecidas com maior massa é a Eta Carinae, com 100-150 vezes a massa do Sol; seu tempo de vida é muito curto – no máximo alguns milhões de anos. Um estudo do aglomerado Arches sugere que 150 massas solares é o limite superior para estrelas no atual estágio do universo. A razão para este limite não é conhecido com precisão, mas se deve parcialmente ao Limite de Eddington, que define a quantidade máxima de luminosidade que pode passar através da atmosfera de uma estrela sem ejetar os gases para o espaço. Entretanto, a massa de uma estrela chamada R136a1, no aglomerado RMC 136a, foi medida em 265 massas solares, colocando este limite em questão.

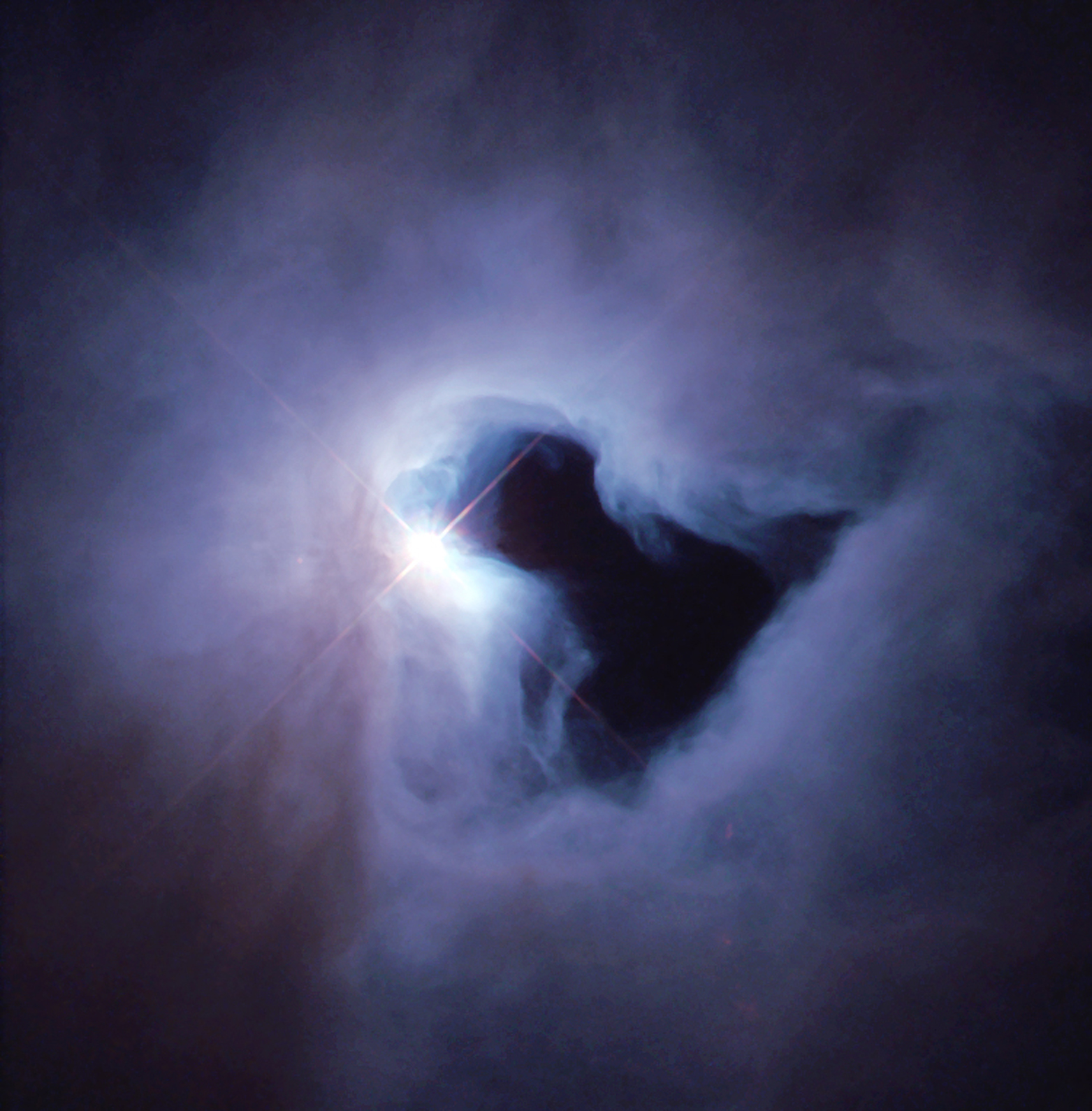
A nebulosa de reflexão NGC 1999 é fortemente iluminada por V380 Orionis (centro), uma estrela variável com aproximadamente 3,5 vezes a massa do Sol. A mancha negra no céu é uma vasta região de espaço vazio e não uma nebulosa escura, como se pensou inicialmente. Imagem NASA

As primeiras estrelas formadas depois do Big Bang podem ter sido maiores, com 300 massas solares ou mais, devido à completa inexistência de elementos mais pesados que o lítio em sua composição. Entretanto esta geração de estrelas superpesadas da população III está extinta há muito tempo e atualmente elas existem apenas em teoria.
Com uma massa apenas 93 vezes maior do que a de Júpiter, AB Doradus C, uma companheira de AB Doradus A, é a menor estrela conhecida que contém fusão nuclear em seu núcleo. Para estrelas com metalicidade similar à do Sol, a massa mínima teórica que uma estrela pode ter e ainda possuir fusão no seu núcleo é estimada em 75 vezes a de Júpiter. Um estudo recente das estrelas mais fracas descobriu, entretanto, que quando a metalicidade é muito baixa, o tamanho mínimo para estrelas parece ser de 8,3% da massa solar, ou 87 vezes a de Júpiter.
A combinação do raio e massa de uma estrela determina a sua gravidade superficial. As gigantes têm uma gravidade superficial muito menor do que as da sequência principal, enquanto o oposto vale para as degeneradas e compactas, como as anãs brancas. A gravidade superficial pode influenciar a aparência do espectro da estrela, com a gravidade maior causando o alargamento das raias espectrais.
Elas são às vezes agrupadas por massa com base no seu comportamento evolucionário, à medida que se aproximam do final das suas fusões nucleares. Estrelas com massa muito pequena (abaixo de 0,5 massa solar) não entram no ramo assintótico das gigantes (AGB), mas evoluem diretamente para anãs brancas. As de massa pequena (entre 1,8 e 2,2 massas solares), dependendo de sua composição entram no AGB, onde desenvolvem um núcleo de hélio degenerado. As de massa intermediária possuem fusão do hélio e desenvolvem um núcleo degenerado de carbono-oxigênio. As de grande massa (entre 7 e 10 massas solares, podendo chegar a 5-6 massas solares) possuem fusão do carbono, com suas vidas terminando numa explosão de supernova após o colapso do núcleo.

### Rotação
A velocidade de rotação das estrelas pode ser calculada por aproximação por meio de medição espectroscópica ou, com mais precisão, pelo acompanhamento da velocidade de rotação de manchas estelares. Estrelas jovens podem ter velocidades de rotação maiores do que 100 km/s no equador. A estrela classe B Achernar, por exemplo, tem uma velocidade de rotação equatorial de 225 km/s ou mais, conferindo-lhe um diâmetro equatorial que é mais de 50% maior do que a distância entre os polos. Esta velocidade é pouco menos do que a velocidade crítica de 300 km/s, em que a estrela se desintegraria. Em comparação, o Sol gira uma vez a cada 25-35 dias, com uma velocidade equatorial de 1,994 km/s. O campo magnético e o vento estelar servem para reduzir bastante a velocidade de rotação de uma estrela da sequência principal, à medida que ela evolui na sequência principal.
Estrelas degeneradas se contraíram numa massa compacta, resultando numa rápida velocidade de rotação. Entretanto, elas têm velocidades relativamente baixas se comparadas com as que seriam esperadas pela conservação do momento angular - a tendência de um corpo em rotação de compensar a redução de tamanho com o aumento da sua velocidade. Uma grande parte do momento angular da estrela é dissipada como resultado da perda de massa pelo vento estelar. Apesar disso, a velocidade de rotação de um pulsar pode ser muito alta. O pulsar no coração da nebulosa do Caranguejo, por exemplo, gira 30 vezes por segundo. A velocidade de rotação do pulsar vai se reduzir gradualmente devido à emissão de radiação.

### Temperatura
A temperatura superficial de uma estrela da sequência principal é determinada pela taxa de produção de energia no núcleo e o raio da estrela, e é frequentemente estimada com base no índice de cor da estrela. Ela é normalmente indicada pela temperatura efetiva, que é a temperatura de um corpo negro ideal que irradia sua energia na mesma luminosidade por unidade de área da superfície da estrela. Ressalte-se, entretanto, que a temperatura efetiva é apenas um valor representativo, uma vez que as estrelas, na realidade, apresentam um gradiente de temperatura que diminui com o aumento da distância para o núcleo. A temperatura na região do núcleo de uma estrela é de vários milhões de kelvin.
A temperatura estelar determina a taxa de energização ou ionização de diferentes elementos, resultando em linhas de absorção características no espectro. A temperatura superficial de uma estrela, junto com sua magnitude absoluta visual e características de absorção, são usadas para classificar uma estrela (ver a classificação abaixo).
Estrelas da sequência principal com grandes massas podem ter temperaturas superficiais de 50 000 K. Estrelas menores como o Sol têm temperaturas superficiais de alguns milhares de kelvin. Gigantes vermelhas têm temperaturas superficiais relativamente baixas, de cerca de 3 600 K, mas elas também têm alta luminosidade devido a sua grande superfície exterior.

## Radiação
A energia produzida pelas estrelas, como subproduto da fusão nuclear, irradia para o espaço como radiação eletromagnética e como radiação corpuscular; a radiação corpuscular emitida se manifesta como o vento estelar e a radiação eletromagnética ocorre em vários comprimentos de onda: rádio, micro-ondas, infravermelho, luz visível, ultravioleta, raios X e raios gama. A cor de uma estrela, determinada pela frequência de pico da luz visível, depende da temperatura de suas camadas exteriores, inclusive sua fotosfera.
Usando o espectro estelar, os astrônomos podem determinar a temperatura superficial, a gravidade superficial, a metalicidade e a velocidade de rotação de uma estrela. Se a distância for conhecida, através, por exemplo, da medição da paralaxe, pode-se então derivar a luminosidade. A massa, o raio, a gravidade superficial e o período de rotação podem então ser estimados com base em modelos estelares (a massa pode ser medida diretamente para estrelas em sistemas binários. A técnica de microlente gravitacional também fornece a massa do astro). Com esses parâmetros, os astrônomos podem também estimar a idade da estrela.

### Luminosidade
Em astronomia, luminosidade é a quantidade de luz e outras formas de energia radiante que a estrela irradia por unidade de tempo. A luminosidade é determinada pelo raio e a temperatura superficial. Entretanto, muitas estrelas não irradiam um fluxo uniforme por toda a sua superfície. Vega, por exemplo, de rápida rotação, tem um fluxo de energia maior nos seus polos do que ao longo do seu equador.
Regiões da superfície com temperatura e luminosidade menores do que a média são conhecidas como manchas estelares. As pequenas estrelas anãs como o Sol geralmente apresentam discos essencialmente sem acidentes, com apenas pequenas manchas estelares. As estrelas gigantes têm manchas estelares muito maiores e muito mais óbvias e também exibem forte escurecimento de bordo, isto é, o brilho diminui na direção da borda do disco estelar. Anãs vermelhas eruptivas como a UV Ceti podem também possuir manchas estelares importantes.

### Magnitude
O brilho aparente de uma estrela é medido pela sua magnitude aparente, considerando a luminosidade, a distância da Terra e a alteração de sua luz quando passa pela atmosfera da Terra. A magnitude intrínseca ou absoluta está diretamente relacionada à sua luminosidade e corresponde à magnitude aparente que ela teria se sua distância para a Terra fosse de 10 parsec (32,6 anos-luz).
| Magnitude aparente | Número de estrelas |
| ------------------ | ------------------ |
| 0                  | 4                  |
| 1                  | 15                 |
| 2                  | 48                 |
| 3                  | 171                |
| 4                  | 513                |
| 5                  | 1 602              |
| 6                  | 4 800              |
| 7                  | 14 000             |

As magnitudes aparente e absoluta são grandezas logarítmicas: uma diferença de uma unidade na magnitude corresponde a uma variação no brilho de cerca de 2,5 vezes (a raiz quinta de 100 ou aproximadamente 2,512). Isto significa que uma estrela de primeira grandeza (+1,00) é cerca de 2,5 vezes mais brilhante que uma de segunda grandeza (+2,00) e aproximadamente 100 vezes mais brilhante que uma estrela de sexta grandeza (+6,00). Já as mais fracas visíveis a olho nu em boas condições de visibilidade são as de magnitude +6.
Tanto nas escalas de magnitude aparente quanto absoluta, quanto menor o número da magnitude, mais brilhante é a estrela. As de brilho mais intenso, em ambas as escalas, têm números de magnitude negativos. A diferença de brilho entre duas estrelas (ΔL) é calculada pela subtração entre o número de magnitude da mais brilhante (mb) e a da mais fraca (mf' ), depois usando-se a diferença como o expoente do número base 2,512. Ou seja:
{\displaystyle \Delta {m}=m_{\mathrm {f} }-m_{\mathrm {b} }}
{\displaystyle 2,512^{\Delta {m}}=\Delta {L}}
Em relação tanto à luminosidade quanto à distância da Terra, as magnitudes absoluta (M) e aparente (m) não são equivalentes para uma estrela individual; por exemplo, a brilhante estrela Sirius tem uma magnitude aparente de -1,44, mas uma magnitude absoluta de +1,41.
O Sol tem uma magnitude aparente de -26,7, mas sua magnitude absoluta é apenas +4,83. Sirius, a estrela mais brilhante no céu noturno vista da Terra, é aproximadamente 23 vezes mais luminosa do que o Sol, enquanto Canopus, a segunda estrela mais brilhante do céu noturno, com uma magnitude de -5,53, é aproximadamente 14 000 vezes mais luminosa do que o Sol. Apesar de Canopus ser muito mais luminosa do que Sirius, esta parece mais brilhante, porque está a somente 8,6 anos-luz da Terra, enquanto Canopus está muito mais distante, a 310 anos-luz.
Desde 2006, a estrela com a maior magnitude absoluta conhecida é a LBV 1806-20, com magnitude de -14,2. Esta estrela é pelo menos cinco milhões de vezes mais luminosa do que o Sol. As estrelas menos luminosas atualmente conhecidas estão localizadas no aglomerado NGC 6397. As anãs vermelhas mais fracas no aglomerado têm magnitude 26, enquanto uma anã branca de magnitude 28 foi também descoberta. Essas estrelas fracas são tão luminosas quanto uma vela de aniversário na Lua, quando vista da Terra.

### Arco de explosão solar
O arco de explosão solar (Sunburst arc) acontece quando a luz de uma estrela é filtrada em várias imagens por lentes gravitacionais. O Telescópio Espacial Hubble observou uma galáxia de arco de explosão solar a quase 11 bilhões de anos-luz de distância em 2019. O arco está entre as galáxias com lentes mais brilhantes conhecidas e sua imagem é visível pelo menos 12 vezes nos quatro arcos. O arco criado por lentes gravitacionais fortes ajuda os astrônomos a entender melhor a era cósmica conhecida como época da reionização.

## Classificação
| Faixas de Temperatura Superficial para Diferentes Classes Estelares | Faixas de Temperatura Superficial para Diferentes Classes Estelares | Faixas de Temperatura Superficial para Diferentes Classes Estelares |
| Classe                                                              | Temperatura                                                         | Estrela tipo                                                        |
| ------------------------------------------------------------------- | ------------------------------------------------------------------- | ------------------------------------------------------------------- |
| O                                                                   | 33 000 K ou mais                                                    | Zeta Ophiuchi                                                       |
| B                                                                   | 10 500–30 000 K                                                     | Rígel                                                               |
| A                                                                   | 7 500–10 000 K                                                      | Altair                                                              |
| F                                                                   | 6 000–7 200 K                                                       | Prócion                                                             |
| G                                                                   | 5 500–6 000 K                                                       | Sol                                                                 |
| K                                                                   | 4 000–5 250 K                                                       | Epsilon Indi                                                        |
| M                                                                   | 2 600–3 850 K                                                       | Proxima Centauri                                                    |

A classificação atual das estrelas se originou no início do século XX, quando foram nomeadas de A a Q, com base na força da linha de hidrogênio. Não se sabia na época que a maior influência nessa força era a temperatura; a força da linha de hidrogênio atinge um máximo a cerca de 9 000 K e é mais fraca a temperaturas menores e maiores. Quando houve a reclassificação pela temperatura, ela ficou mais parecida com o esquema moderno.
Há classificações diferentes de uma só letra, de acordo com os seus espectros, variando do tipo O, que são as muito quentes, até M, tão frias que podem se formar moléculas em suas atmosferas. As principais classificações em ordem decrescente de temperatura superficial são: O, B, A, F, G, K e M. Alguns tipos espectrais raros têm classificações especiais. As mais comuns desses tipos são L e T, que indicam as estrelas mais frias de pequena massa e as anãs marrons. Cada letra possui 10 subdivisões, numeradas de 0 a 9, em ordem decrescente de temperatura. Entretanto, este sistema se rompe a temperaturas extremamente altas: podem não existir estrelas classes O0 e O1.
Podem ainda ser classificadas pelos efeitos da luminosidade encontrados em suas linhas espectrais, que correspondem ao seu tamanho espacial e são determinados pela gravidade superficial. Elas variam de 0 (hipergigantes) a V (anãs da sequência principal), passando pela III (gigantes). Alguns autores acrescentam a classe VII (anãs brancas). A maior parte pertence à sequência principal, que consiste das estrelas normais que queimam hidrogênio. Elas caem numa estreita banda diagonal quando representadas em gráfico considerando sua magnitude absoluta e o tipo espectral.
Nomenclaturas adicionais, na forma de letras minúsculas, podem se seguir ao tipo espectral, para indicar características peculiares do espectro. Por exemplo, um "e" pode indicar a presença de linhas de emissão, "m" representa níveis excepcionalmente altos de metais e "var" pode significar variações no tipo espectral.
As estrelas anãs brancas têm a sua própria classe, que começa com a letra D, depois subdividida nas classes DA, DB, DC, DO, DZ e DQ, dependendo dos tipos de linhas predominantes encontradas no espectro. Esta denominação é seguida por um valor numérico que indica o índice de temperatura.

## Estrelas variáveis

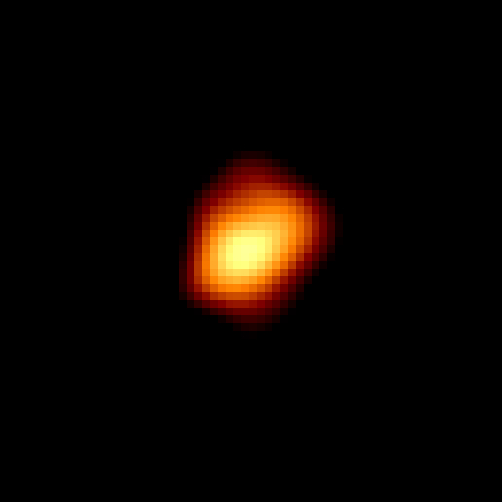
A aparência assimétrica de Mira, uma estrela variável oscilante. ‘’Imagem NASA do telescópio espacial Hubble’’

Estrelas variáveis têm mudanças periódicas ou randômicas na luminosidade devido a propriedades intrínsecas ou extrínsecas. Das intrinsecamente variáveis, os tipos principais podem ser subdivididos em três grupos principais.
Durante a sua evolução, algumas estrelas passam por fases em que podem se tornar variáveis pulsantes. Elas variam com o tempo em raio e luminosidade, expandindo-se e contraindo-se em períodos que variam de minutos a anos, dependendo do tamanho. Esta categoria inclui as Cefeidas e similares, bem como variáveis de longo ciclo, como Mira.
Variáveis eruptivas são estrelas que passam por aumentos súbitos da luminosidade devido a erupções ou eventos de ejeção de massa. Este grupo inclui as protoestrelas, estrelas de Wolf-Rayet e eruptivas, bem como as gigantes e supergigantes.
As variáveis cataclísmicas ou explosivas passam por mudanças dramáticas em suas propriedades. Este grupo inclui as novas e supernovas. Um sistema binário de estrelas que inclui uma anã branca próxima pode produzir alguns tipos dessas explosões estelares espetaculares, incluindo a nova e a supernova Tipo 1a. A explosão é criada quando a anã branca acreta hidrogênio proveniente de sua companheira, acrescentando massa até que o hidrogênio se funde. Algumas novas são recorrentes, apresentando explosões periódicas de amplitude moderada.
As estrelas também podem variar em luminosidade por causa de fatores extrínsecos, como eclipses de binárias e estrelas rotativas que produzem manchas estelares extremas. Um exemplo notável de um eclipse de binária é Algol, que regularmente varia em magnitude de 2,3 para 3,5, num período de 2,87 dias.

## Estrutura
O interior de uma estrela estável está em estado de equilíbrio hidrostático: as forças em qualquer pequeno volume se contrabalançam quase exatamente. Em direção ao centro a força é a gravitacional e, para o exterior, a força se deve ao gradiente de pressão dentro dela. O gradiente de pressão é estabelecido pelo gradiente de temperatura do plasma pois sua parte externa é mais fria do que o núcleo. A temperatura no núcleo de uma estrela da sequência principal ou uma gigante é da ordem de 107 K. A temperatura e pressão resultantes de um núcleo que queima hidrogênio são suficientes para que ocorra a fusão nuclear e para que seja produzida energia suficiente para impedir seu colapso.
À medida que os núcleos atômicos são fundidos no núcleo, eles emitem energia na forma de raios gama. Esses fótons interagem com o plasma circundante, acrescentando energia térmica ao núcleo. As estrelas na sequência principal convertem hidrogênio em hélio, aumentando lenta, mas constantemente, a proporção de hélio no núcleo. Finalmente, o teor de hélio se torna predominante e a produção de energia cessa no núcleo. Para estrelas com mais de 0,4 massa solar, entretanto, a fusão ocorre numa camada que se expande lentamente em torno do núcleo degenerado de hélio.

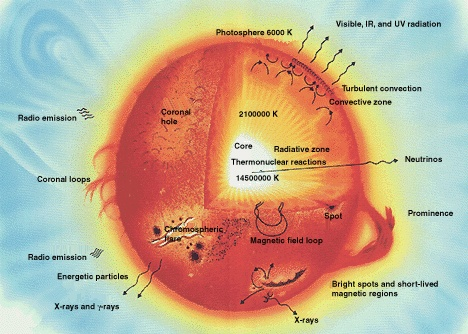
Diagrama mostrando uma seção em corte de uma estrela do tipo do Sol. Imagem NASA

A zona de radiação é a região no interior da estrela onde a transferência por radiação é suficientemente eficiente para manter o fluxo de energia. Nesta região o plasma não é perturbado e não existe nenhum movimento de massa. Se isto não acontece, o plasma se torna instável e ocorre convecção, formando uma zona de convecção. Isto pode ocorrer, por exemplo, em regiões em que há fluxos de energia muito alta, tais como as proximidades do núcleo ou em regiões com alta opacidade, como no envoltório externo.
A ocorrência de convecção no envoltório externo de uma estrela da sequência principal depende da massa. Estrelas com várias vezes a massa do Sol têm uma zona de convecção no interior profundo e uma zona de radiação nas camadas externas. As menores, como o Sol, são exatamente o oposto, com a zona de convecção localizada nas camadas externas. Estrelas anãs vermelhas com menos de 0,4 massa solar são totalmente convectivas, o que impede a acumulação de um núcleo de hélio. Para a maioria delas, as zonas de convecção também variam com o tempo, à medida que o astro envelhece e a constituição do seu interior se modifica.
A parte de uma estrela que é visível para um observador é chamada fotosfera. Esta é a camada em que o plasma da estrela fica transparente para os fótons de luz, e a energia gerada no núcleo fica livre para se propagar para o espaço. É dentro da fotosfera que aparecem as manchas estelares, regiões de temperatura menor do que a média.
Acima do nível da fotosfera está a atmosfera estelar. Numa estrela da sequência principal como o Sol, o menor nível da atmosfera é a fina região da cromosfera, onde as espículas aparecem e as erupções estelares começam. Ela é circundada por uma região de transição, onde a temperatura aumenta rapidamente numa distância de apenas 100 km. Para além desta está a coroa, um volume de plasma superaquecido que pode se estender por vários milhões de quilômetros. A existência de uma coroa parece depender de uma zona de convecção em suas camadas externas. Apesar de sua alta temperatura, a coroa emite muito pouca luz. A região da coroa do Sol normalmente só é visível durante um eclipse solar.
A partir da coroa, um vento estelar de partículas de plasma se expande para fora, propagando-se até interagir com o meio interestelar. Para o Sol, a influência do vento solar se estende por toda a região em forma de bolha chamada heliosfera.

## Caminhos da reação de fusão nuclear
Um conjunto de diferentes reações de fusão nuclear acontece no núcleo das estrelas, dependendo da sua massa e composição, como parte da nucleossíntese estelar. A massa final dos núcleos atômicos fundidos é menor do que a soma dos seus constituintes. Esta perda de massa é liberada como energia eletromagnética, de acordo com a relação de equivalência massa-energia E = mc2.
O processo de fusão do hidrogênio é sensível à temperatura, portanto um aumento moderado na temperatura do núcleo resulta em um aumento significativo na taxa de fusão. Como resultado, a temperatura do núcleo estelar da sequência principal varia de 4 milhões de kelvin, para uma estrela pequena da classe M, até 40 milhões de kelvin, para uma de grande massa, da classe O. No Sol, com um núcleo a 10 milhões de kelvin, o hidrogênio se funde para formar hélio na reação em cadeia próton-próton:
41H → 22H + 2e+ + 2νe (4,0 MeV + 1,0 MeV)
21H + 22H → 23He + 2γ (5,5 MeV)
23He → 4He + 21H (12,9 MeV)
Essas reações resultam na reação global:
41H → 4He + 2e+ + 2γ + 2νe (26,7 MeV)
onde e+ é um pósitron, γ é um fóton de raio gama, νe é um neutrino e H e He são isótopos de hidrogênio e hélio, respectivamente. A energia liberada por esta reação está em milhões de elétron-volts, o que é na realidade uma pequena quantidade de energia. Entretanto, números enormes dessas reações ocorrem constantemente, produzindo toda a energia necessária para sustentar a emissão de radiação da estrela.
| Massa estelar mínima requerida para fusão | Massa estelar mínima requerida para fusão |
| Elemento                                  | Massas solares                            |
| ----------------------------------------- | ----------------------------------------- |
| Hidrogênio                                | 0,01                                      |
| Hélio                                     | 0,4                                       |
| Carbono                                   | 5                                         |
| Neônio                                    | 8                                         |

Em estrelas com massas maiores, o hélio é produzido em um ciclo de reações catalisadas pelo carbono - o ciclo carbono-nitrogênio-oxigênio.
Em estrelas evoluídas com núcleos a 100 milhões de kelvin e massas entre 0,5 e 10 massas solares, o hélio pode ser transformado em carbono no processo triplo-alfa, que usa o elemento intermediário berílio:
4He + 4He + 92 keV → 8*Be
4He + 8*Be + 67 keV → 12*C
12*C → 12C + γ + 7,4 MeV
Para a reação global:
34He → 12C + γ + 7,2 MeV
Em estrelas de grande massa, os elementos mais pesados também podem ser queimados em um núcleo em contração através dos processos de fusão do neônio e de fusão do oxigênio. O estágio final no processo de nucleossíntese estelar é o processo de fusão do silício, que resulta na produção do isótopo estável ferro-56. A fusão não pode avançar mais exceto por um processo endotérmico e, portanto, energia adicional só pode ser produzida pelo colapso gravitacional.
O exemplo abaixo mostra o tempo requerido para uma estrela de 20 massas solares consumir todo o seu combustível nuclear. Como uma estrela da sequência principal da classe O, ela teria 8 vezes o raio solar e 62 000 vezes a luminosidade do Sol.
| Material combustível | Temperatura (milhões de kelvins) | Densidade (kg/cm3) | Duração da queima (τ em anos) |
| -------------------- | -------------------------------- | ------------------ | ----------------------------- |
| H                    | 37                               | 0,0045             | 8,1 milhões                   |
| He                   | 188                              | 0,97               | 1,2 milhões                   |
| C                    | 870                              | 170                | 976                           |
| Ne                   | 1 570                            | 3 100              | 0,6                           |
| O                    | 1 980                            | 5 550              | 1,25                          |
| S/Si                 | 3 340                            | 33 400             | 0,0315                        |